# Step into Christmas
«Step into Christmas» es una canción interpretada por el músico británico Elton John, publicada el 23 de noviembre de 1973 como un sencillo sin álbum junto con «Ho, Ho, Ho (Who'd Be a Turkey at Christmas)» como lado B.

## Producción
Dos meses antes de llegar al estudio para el álbum Caribou, el 11 de noviembre de 1973, Elton y sus compañeros acudieron a los estudios Morgan, puestos a su disposición por el propietario del local, Barry Morgan, el baterista que había trabajado en los álbumes Tumbleweed Connection (1970) y Madman Across the Water (1971) de Elton John. La idea era ultimar las dos caras de un sencillo que aparecería antes de la época navideña.
Elton le pidió a Gus Dudgeon que asumiera el personaje de Phil Spector. Elton lo había conocido el mes anterior, en las sesiones del álbum Rock 'n' Roll de John Lennon y había podido medir la complejidad napoleónica del productor, así como su talento musical. Sin lanzarse a múltiples arreglos para obtener la densidad pop sinfónica del famoso “Wall of Sound” de Spector, Gus Dudgeon se centró en la compresión durante la mezcla y añadió una gigantesca dosis de eco para darle profundidad al conjunto.

## Lanzamientos

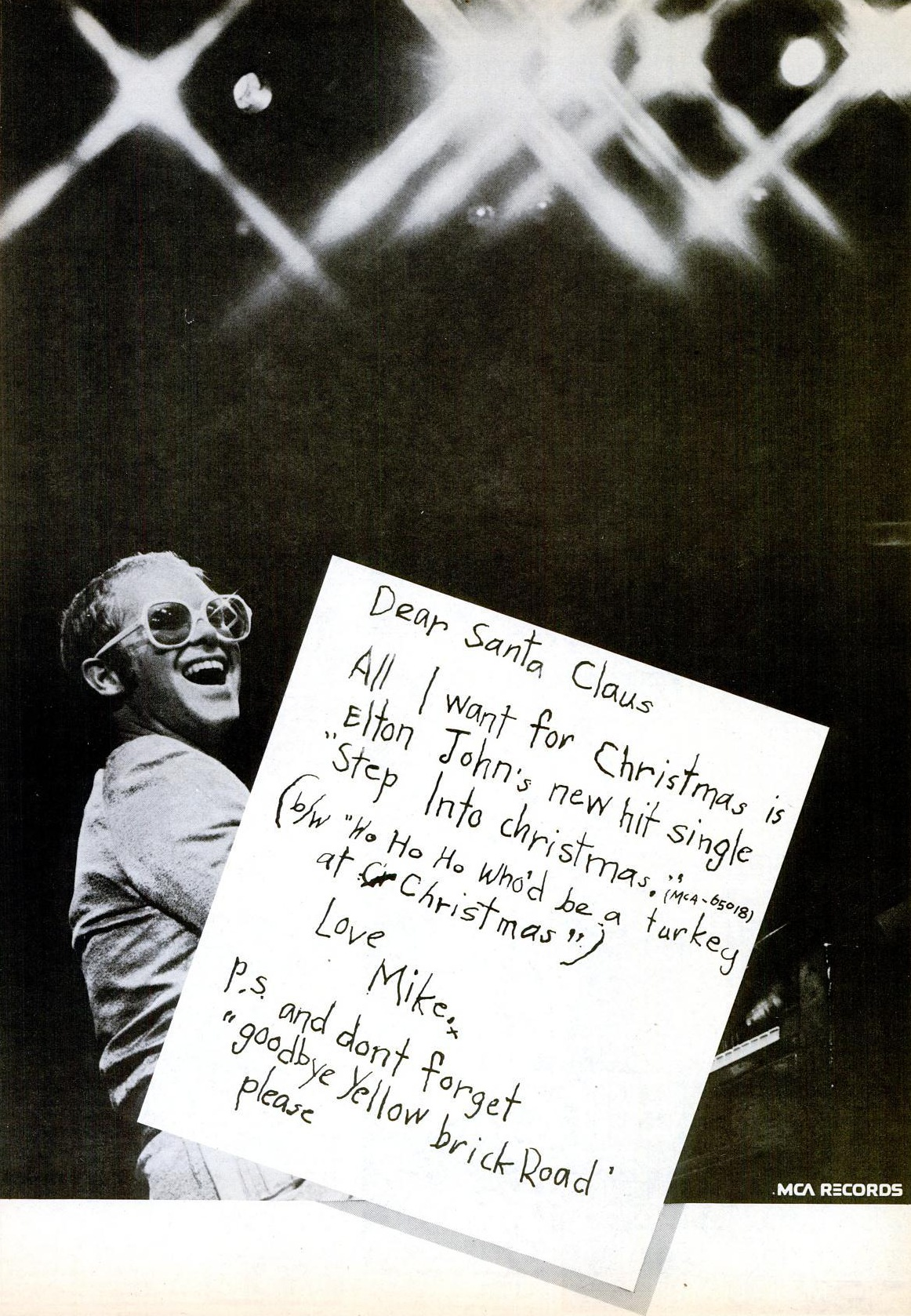
Anuncio comercial del sencillo en Billboard, 1 de diciembre de 1973.

«Step into Christmas» fue publicado el 23 de noviembre de 1973 como un sencillo sin álbum junto con «Ho, Ho, Ho (Who'd Be a Turkey at Christmas)» como lado B. La canción no apareció en un ningún álbum de estudio de Elton hasta la caja recopilatoria de 1990, To Be Continued... «Step into Christmas» se incluyó más tarde como un bonus track en la reedición remasterizada de 1995 del álbum Caribou, a pesar de que fue lanzado durante la época de Goodbye Yellow Brick Road (1973). También aparece en los álbumes recopilatorios Rare Masters (1992), Elton John's Christmas Party (2005), y en la versión de lujo de Diamonds (2017). Se incluyó más tarde en la edición súper de lujo del 40.° aniversario de Goodbye Yellow Brick Road.

## Recepción de la crítica
Un escritor no especificado de la revista Cash Box declaró: “Habrá movimientos alrededor del árbol de Navidad cuando Elton se pare frente a esta producción navideña al estilo de Phil Spector y se ponga a bailar. Aparte de la dinámica vocal habitual de Elton, hay una gran pista musical llena de campanas, tambores y guitarras que se combinan perfectamente para crear otra obra maestra de Elton John [...] que durará mucho más allá del Día de Año Nuevo”.

## Créditos y personal
Créditos según Romuald Ollivier y Olivier Roubin.
Músicos
- Elton John – voz principal y coros, piano
- Davey Johnstone – guitarra eléctrica, coros
- Dee Murray – bajo eléctrico, coros
- Nigel Olsson – batería, coros
- Ray Cooper – percusión
- David Hentschel – sintetizador ARP
- Kiki Dee – coros
- Jo Partridge – coros
- Roger Pope – pandereta

Personal técnico
- Gus Dudgeon – productor
- David Hentschel – ingeniero de audio

## Certificaciones y ventas
| País                     | Certificación | Ventas    |
| ------------------------ | ------------- | --------- |
| Dinamarca (IFPI Danmark) | Oro           | 45 000    |
| Estados Unidos (RIAA)    | Oro           | 500 000   |
| Nueva Zelanda (RMNZ)     | Oro           | 15 000    |
| Reino Unido (BPI)        | 2× Platino    | 1 200 000 |